# Buwajda Saghira
Buwajda Saghira (arab. بويضة صغيرة) – miejscowość w Syrii, w muhafazie Aleppo. W 2004 roku liczyła 
1602 mieszkańców.